# Мелеча
Мелеча (рус. Мелеча) река је која протиче преко територије Сандовског и Бежечког рејона Тверске области, на северозападу европског дела Руске Федерације. на месту њеног спајања са реком Могочом образује реку Осењ која је део басена реке Мологе (сливно подручје Волге и Каспијског језера).
Извире код села Старо Сандово у Сандовском рејону, тече углавном у смеру југа и након 95 km тока спаја се са реком Мологом. Површина њеног сливног подручја је 1.410 km², док је просечан проток у зони ушћа 7,7 m³/s. Под ледом је од половине новембра до половине априла. 
Њене најважније притоке су Ужењ и Белаја.